# إنديانابوليس 500 سنة 1921
سباق إنديانا بوليس -500 ميل 1921 أقيم في حلبة إنديانابوليس موتور سبيدواي في 30 مايو 1921 وفاز في السباق تومي ميلتون من فريق لويس شيفروليه بمتوسط سرعة 89.621 ميل/س (144.231 كم/س).
وكان أول المنطلقين رالف دي بالما بسرعة 100.750 ميل/س (162.141 كم/س).